# Vanessa Mdee

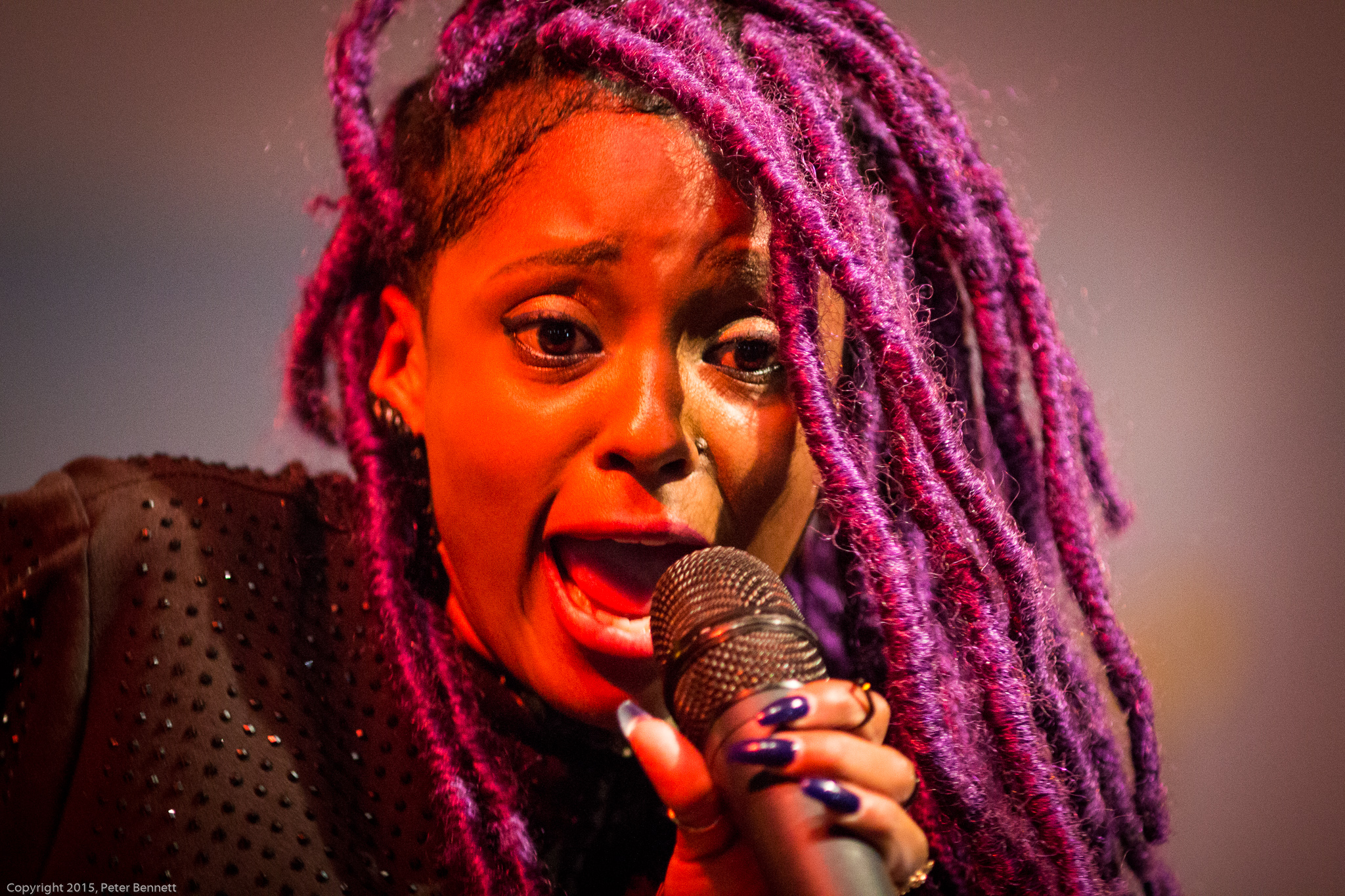
Vanessa Mdee in Sansibar 2015

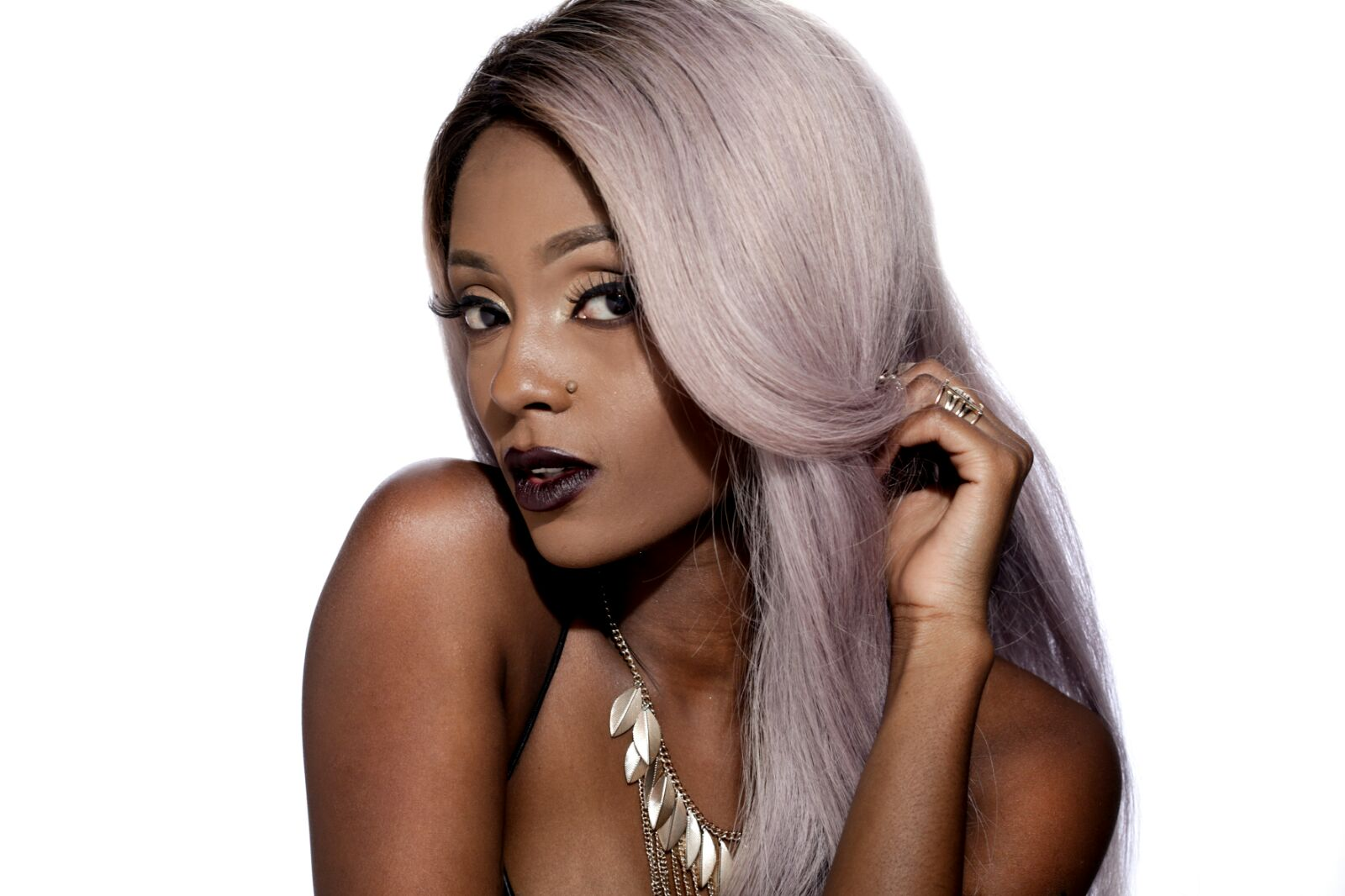
VeeMoney (Vanessa Mdee)

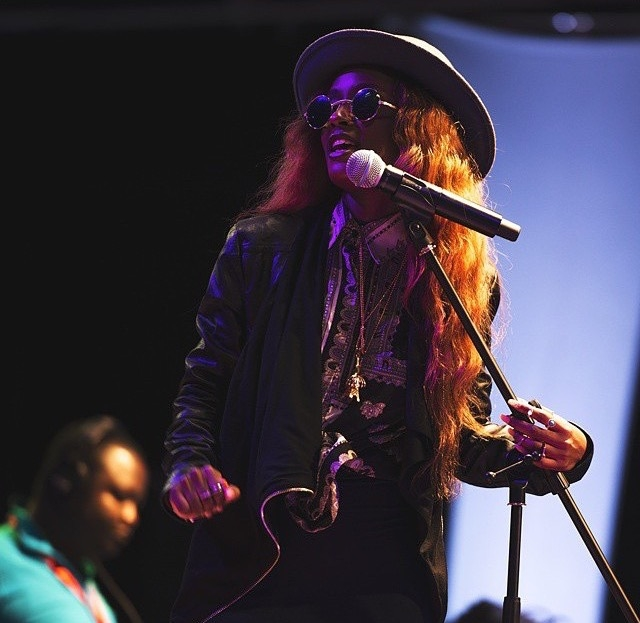
Vanessa Mdee (2015)

Vanessa Hau Mdee (* 7. Juni 1988) ist eine tansanische Sängerin, Rapperin, Fernsehpersönlichkeit und Radiomoderatorin. Sie war die erste tansanische MTV VJ und wurde später als Radio- und TV-Moderatorin bekannt.

## Leben und Karriere
Vanessa Mdee wurde am 7. Juni 1988 in Arusha, Region Arusha, in Tansania geboren. Mdee lernte verschiedene Kulturen kennen, nachdem sie in ihrer Kindheit in New York, Paris, Nairobi und Arusha lebte. Sie erhielt ihre Ausbildung an der Arusha Modern High School und besuchte anschließend die Katholische Universität von Ostafrika, um Rechtswissenschaft zu studieren.

### Karriere
Anfang 2007 bekam Mdee die Chance, bei dem The MTV VJ Search in Daressalam vorzusprechen. Danach moderierte sie zusammen mit Carol und Kule den Coca-Cola Chart Express. Bis 2008 hatte sich Mdee in Tansania und auf dem ganzen Kontinent etabliert und veranstaltete Shows in Nigeria, Südafrika, Kenia, Mosambik, Angola, Uganda und der Demokratischen Republik Kongo. Sie erlangte auch in den Vereinigten Staaten und Brasilien eine gewisse Bekanntheit.
Anfang 2009 veranstaltete Vanessa Mdee Senses, Sounds and Wisdom mit Zantel während des jährlichen Sauti Za Busara International Music Festival, das die Swahili-Kultur präsentierte. Mdees Gespür für Mode hat sie bei allen MTV Africa Music Awards zum It-Girl gemacht. Drei Jahre in Folge moderierte sie das Event auf dem roten Teppich.
Im Jahr 2011 wurde Mdee Moderatorin von 102.5 Choice FM's The Hitlist. Als Moderatorin spielte Mdee R&B, Hip-Hop und Pop. Sie interviewte auch viele Künstler, unter anderem auch K’naan, Kelly Rowland, Mac Miller, Rick Ross, Ludacris, Miguel und Stella Mwangi.
Im Jahr 2012 veranstaltete Vanessa Mdee MTV Base Meets, eine Show die darauf abzielte junge Afrikaner aus der ganzen Welt zu stärken, indem sie ihnen die Gelegenheit gab, sich mit einer einflussreichen Persönlichkeit zusammenzusetzen. Teilnehmende Persönlichkeiten waren Russell Simmons, Alek Wek, Olusegun Obasanjo, Emmanuel Adebayor und Akon. Vanessa Mdee veranstaltete auch die Kili Music Awards (Tansanias Musikpreise) sowie die landesweite Talentsuche Epiq Bongo Star Search (EBSS) in Tansania. Derzeit arbeitet Mdee an ihrer neuen Webserie Vee World Wide, über ihre Reisen und Begegnungen mit verschiedenen Prominenten aus der ganzen Welt. Zu den Leuten, die auf Vee World Wide erschienen sind, gehören unter anderem Keke Palmer, Carol Rodrigues, Keyshia Knight Pulliam und LeToya Luckett.
Vanessa Mdee startete ihre Musikkarriere im Jahr 2012 mit der Arbeit an der Single Me and You von Ommy Dimpoz. Einen Monat später, am 13. Januar 2013, veröffentlichte sie ihre erste Single „Closer“. Diese brachten ihr vier Nominierungen bei den tansanischen Musikpreisen (Kilimanjaro Tanzania Music Awards) ein, darunter den Bongo Pop Song of the year, den sie auch gewann. Zudem gewann sie auch die Auszeichnung Kollaboration des Jahres. Im November 2013 veröffentlichte sie ihre zweite Single „Come Over“, die in Tansania, Nigeria, Uganda und Kenia in den Charts vertreten war und in der ersten Woche über 30.000 Mal heruntergeladen wurde, eine Leistung, die keinem anderen tansanischen Künstler zuvor gelang. „Closer“ hielt sich über 13 Wochen in den tansanischen Charts.
Im Jahr 2014 wurde Mdee für 3 Kilimanjaro Tanzania Music Awards als Female Artist of the Year, R&B Song of the Year und Female Performer of the Year nominiert. Am 3. Mai 2014 gewann sie den R&B Song of the Year für Closer. Am 13. Juni veröffentlichte Mdee ihre dritte Single Hawajui.
In Durban, Südafrika moderierte sie bei MTV Africa Music Awards und interviewte als MTV-VJ Trey Songz, Miguel und French Montana.
Vanessa Mdee ist in der zweiten Staffel von Coca-Colas Coke Studio Africa, zusammen mit dem nigerianischen Burna Boy, zu sehen.
Vanessa Mdee war unter anderem bei der Kili Music Tour 2014 in Mwanza und dem Finale in Daressalam dabei und wurde für die AFRIMA Awards in zwei Kategorien nominiert: Best Female Artiste in Eastern Africa und Best African RNB & Soul bei den All Africa Music Awards. Am 27. Dezember gewann Vanessa Mdee in Lagos, Nigeria, den Preis für die beste weibliche Künstlerin in Ostafrika.
Vanessa Mdee wurde 2015 für drei Kilimanjaro Music Awards nominiert, als Künstlerin des Jahres, als Entertainerin des Jahres und für den AfroPop-Song des Jahres. Sie wurde auch für die beliebteste Künstlerin bei Tansanias People’s Choice Awards Tuzo Za Watu nominiert.
Am 23. Juni 2015 gewann Vanessa Mdee in Daressalam zwei KTMA-Awards als Künstlerin des Jahres und als beste weibliche Entertainerin.
Im Juli 2019 wurde Vanessa Mdee als eine der vier Pionierjuroren für die Debütstaffel von East Africa's Got Talent vorgestellt, die im August 2019 ausgestrahlt wurde.
Vanessa Mdee veröffentlichte am 15. Januar 2018 ihr Debütalbum „Money Mondays“. Das Album brach, laut der afrikanischen Musik-Streaming-Plattform BoomPlay, viele Rekorde in der ostafrikanischen Musikgeschichte.

## Engagement
Im Jahr 2008 arbeitete Vanessa Mdee mit der Staying Alive Foundation und Kelly Rowland zusammen. Sie schloss sich auch Malaria No More in ihrer Z!nduka-Kampagne an, einer Kampagne zur Ausrottung von Malaria.
Neben ihrer panafrikanischen wöchentlichen TV-Show MTVs Base Select 10 und ihrem täglichen Radioauftritt bloggte Vanessa Mdee als Reporterin im Auftrag von MTV Staying Alive und UNAIDS auf ihrer Dynamites Mission-Webseite. Sie nahm an der Internationalen Konferenz über HIV und andere sexuell übertragbare Krankheiten in Addis Abeba, Äthiopien, teil und war zusammen mit M. K. Asante Mitbegründerin von STANDWIDTH unter dem Dach von UNAIDS.
Im Jahr 2012 wurde Vanessa Mdee bei einer Gala in New York City von der United Nations Association of Young Professionals als afrikanischer Change Maker ausgezeichnet. Im selben Monat wurde sie von der GAVI Alliance für ihre Unterstützung bei der Initiierung kostenloser Impfungen für tansanische Kinder ausgezeichnet. Im Mai 2013 wurde Mdee eingeladen, auf dem Weltwirtschaftsforum für Afrika in Kapstadt, Südafrika, im Namen der GAVI Alliance, über die Ankündigung des neuen Rekordtiefpreises für die Impfstoffe gegen das Virus HPV zu sprechen. Im selben Monat sprach Vanessa Mdee erneut über Gebärmutterhalskrebs auf dem Global Forum for Cervical Cancer Prevention in Kuala Lumpur, Malaysia, im Namen von Global Health Strategies. Mdee wurde offiziell GAVI-Botschafterin und aktive Stimme gegen Gebärmutterhalskrebs.
Im Jahr 2013 wurde Vanessa Mdee als Global Shaper in das Dar es Salaam Hub des Weltwirtschaftsforums aufgenommen. Im Oktober 2013 trat Mdee erneut der GAVI-Alliance und der UN-Generalversammlung bei, wo sie auf einer Podiumsdiskussion mit Yoweri Museveni, dem Präsidenten von Uganda, sprach. Sie läutete zusammen mit UNAIDS-Exekutivdirektor Michel Sidibe und Ibrahim Boubacar Keita, Präsident von Mali, die feierliche Abschlussglocke. Sie wurde erneut von der Global Health and Diplomacy für ihre Arbeit in der Interessenvertretung ausgezeichnet.
Am 13. Mai 2015 schloss sich Vanessa Mdee mit sieben bekannten Sängerinnen aus Afrika für die ONE-Mission und EINE Mission zusammen – Celebrating Girl Power! Die Kampagne ruft die Staats- und Regierungschefs der Welt dazu auf, Mädchen und Frauen im Jahr 2015 in den Vordergrund zu stellen. Dies ist das Jahr, in dem die neuen Entwicklungsziele von den Staats- und Regierungschefs der Welt bei den Vereinten Nationen festzulegen waren. Neben Vanessa Mdee sind dies Victoria Kimani (Kenia), Judith Sephuma (Südafrika), Waje (Nigeria), Arielle T (Gabun), Gabriela (Mosambik), Yemi Alade (Nigeria), Selomor Mtukudzi (Simbabwe) und Blessing Nwafor (Südafrika). Das Lied Strong Girl bewirbt die Kampagne „Armut ist sexistisch“ weltweit und wurde offiziell in Nigeria, Mosambik, Simbabwe und Südafrika während des Weltwirtschaftsforums für Afrika und des Gipfeltreffens der Staats- und Regierungschefs der Afrikanischen Union vorgestellt.

## Diskographie
Veröffentlichte Alben und EPs:
- Money Mondays (2018)